# Rhacophorus verrucopus
Rhacophorus verrucopus es una especie de anfibios de la familia Rhacophoridae.

## Distribución geográfica
Es endémica del Tíbet (China)